# Échevannes (Côte-d'Or)
Pour les articles homonymes, voir Échevannes.
Échevannes est une commune française située dans le département de la Côte-d'Or en région Bourgogne-Franche-Comté.

## Géographie

### Hydrographie
La commune est située sur la rive droite de La Tille, rivière qui est un affluent de La Saône.

### Climat
Pour des articles plus généraux, voir Climat de la Bourgogne-Franche-Comté et Climat de la Côte-d'Or.
En 2010, le climat de la commune est de type climat des marges montargnardes, selon une étude du Centre national de la recherche scientifique s'appuyant sur une série de données couvrant la période 1971-2000. En 2020, Météo-France publie une typologie des climats de la France métropolitaine dans laquelle la commune est exposée à un climat océanique altéré et est dans la région climatique  Lorraine, plateau de Langres, Morvan, caractérisée par un hiver rude (1,5 °C), des vents modérés et des brouillards fréquents en automne et hiver. 
Pour la période 1971-2000, la température annuelle moyenne est de 10,4 °C, avec une amplitude thermique annuelle de 17,4 °C. Le cumul annuel moyen de précipitations est de 870 mm, avec 12,1 jours de précipitations en janvier et 8,3 jours en juillet. Pour la période 1991-2020, la température moyenne annuelle observée sur la station météorologique de Météo-France la plus proche, « Poyans », sur la commune de Poyans à 24 km à vol d'oiseau, est de 11,1 °C et le cumul annuel moyen de précipitations est de 911,8 mm,. Pour l'avenir, les paramètres climatiques de la commune estimés pour 2050 selon différents scénarios d'émission de gaz à effet de serre sont consultables sur un site dédié publié par Météo-France en novembre 2022.

## Urbanisme

### Typologie
Au 1er janvier 2024, Échevannes est catégorisée bourg rural, selon la nouvelle grille communale de densité à 7 niveaux définie par l'Insee en 2022.
Elle est située hors unité urbaine. Par ailleurs la commune fait partie de l'aire d'attraction de Dijon, dont elle est une commune de la couronne,. Cette aire, qui regroupe 333 communes, est catégorisée dans les aires de 200 000 à moins de 700 000 habitants,.

### Occupation des sols
L'occupation des sols de la commune, telle qu'elle ressort de la base de données européenne d’occupation biophysique des sols Corine Land Cover (CLC), est marquée par l'importance des territoires agricoles (53,7 % en 2018), en diminution par rapport à 1990 (55,9 %). La répartition détaillée en 2018 est la suivante : 
terres arables (53,7 %), forêts (44,1 %), zones urbanisées (2,2 %). L'évolution de l’occupation des sols de la commune et de ses infrastructures peut être observée sur les différentes représentations cartographiques du territoire : la carte de Cassini (XVIIIe siècle), la carte d'état-major (1820-1866) et les cartes ou photos aériennes de l'IGN pour la période actuelle (1950 à aujourd'hui).

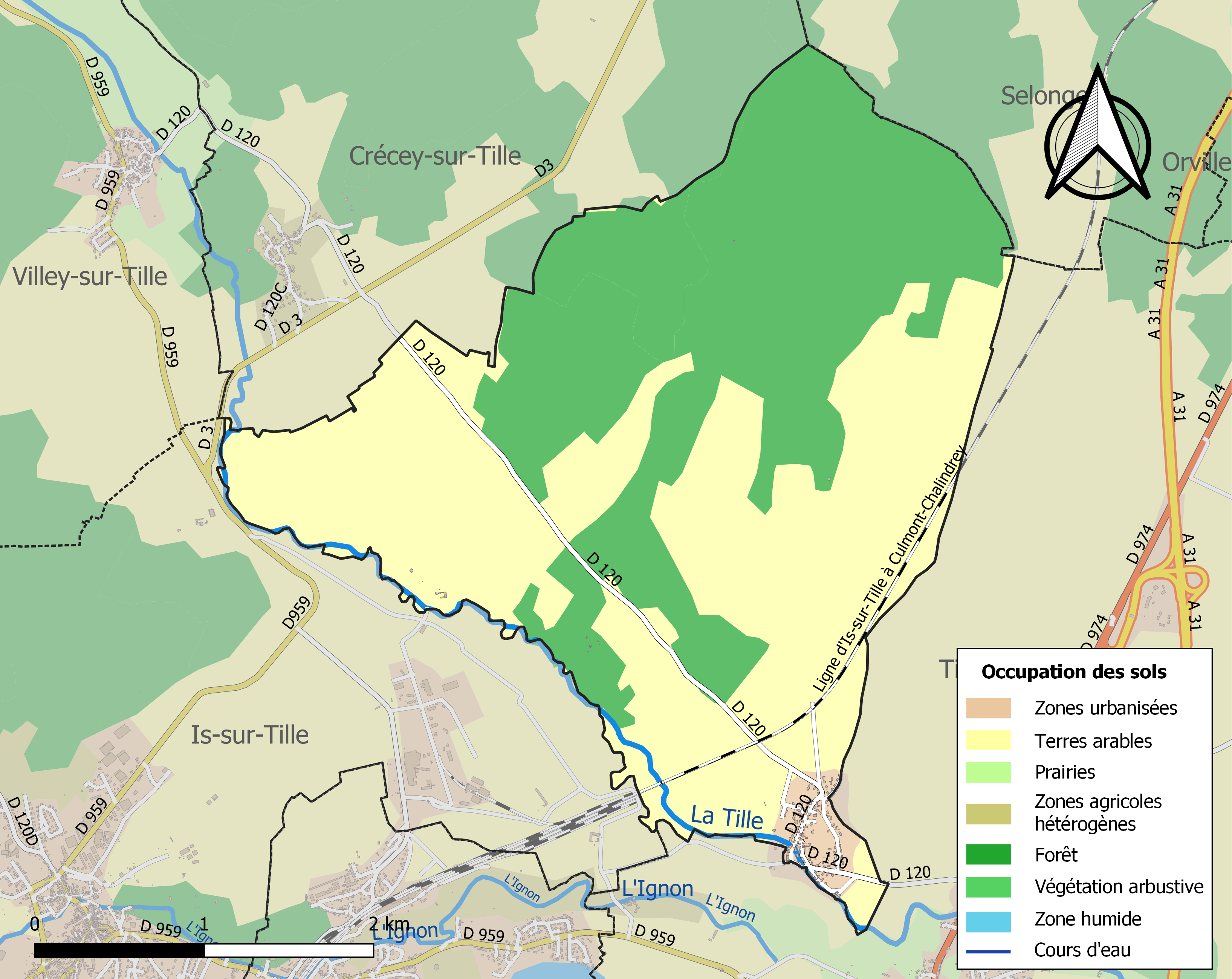
Carte des infrastructures et de l'occupation des sols de la commune en 2018 (CLC).

## Histoire

### Carte de Cassini
|  |  |

La carte de Cassini ci-dessus montre qu'au XVIIIe siècle, Echevannes, qui s'écrit Echevanne, est une paroisse implantée sur la rive gauche de la rivière La Tille qui  traverse le terroir du village du nord-ouest au sud-est.

Un moulin à eau, dont les bâtiments sont encore présents de nos jours,  symbolisé par une roue dentée, est représenté sur le cours de la rivière dans sa traversée du village.

Au nord-ouest, près d'un autre moulin à eau, Le Fossé était un hameau avec une ferme fortifiée encore présente actuellement.

## Politique et administration
| Période                                  | Période             | Identité           | Étiquette | Qualité     |
| ---------------------------------------- | ------------------- | ------------------ | --------- | ----------- |
| vers 1809                                |                     | François Pascard   |           |             |
| avant 1878                               | vers juin 1881      | Jean Baptiste Niel |           |             |
| juin 1881                                | vers octobre 1882   | Michel Ménelot     |           |             |
| avant octobre 1882                       | vers septembre 1888 | Eugène Calmelet    |           |             |
| vers septembre 1888                      | 1900                | Jean Baptiste Niel |           |             |
| 1900                                     | 16 juillet 1936     | Alfred Calmelet    |           |             |
| août 1936                                | après 1936          | Joseph Heydacher   |           |             |
| 1958                                     | mars 1989           | René Boirin        |           | Agriculteur |
| mars 1989                                | En cours            | Michel Boirin      |           |             |
| Les données manquantes sont à compléter. |                     |                    |           |             |

## Démographie
L'évolution du nombre d'habitants est connue à travers les recensements de la population effectués dans la commune depuis 1793. Pour les communes de moins de 10 000 habitants, une enquête de recensement portant sur toute la population est réalisée tous les cinq ans, les populations de référence des années intermédiaires étant quant à elles estimées par interpolation ou extrapolation. Pour la commune, le premier recensement exhaustif entrant dans le cadre du nouveau dispositif a été réalisé en 2007.

En 2022, la commune comptait 295 habitants, en évolution de +5,36 % par rapport à 2016 (Côte-d'Or : +0,82 %, France hors Mayotte : +2,11 %).
| 1793 | 1800 | 1806 | 1821 | 1831 | 1836 | 1841 | 1846 | 1851 |
| ---- | ---- | ---- | ---- | ---- | ---- | ---- | ---- | ---- |
| 222  | 206  | 209  | 181  | 178  | 163  | 142  | 156  | 165  |

| 1856 | 1861 | 1866 | 1872 | 1876 | 1881 | 1886 | 1891 | 1896 |
| ---- | ---- | ---- | ---- | ---- | ---- | ---- | ---- | ---- |
| 148  | 165  | 147  | 175  | 133  | 184  | 164  | 161  | 158  |

| 1901 | 1906 | 1911 | 1921 | 1926 | 1931 | 1936 | 1946 | 1954 |
| ---- | ---- | ---- | ---- | ---- | ---- | ---- | ---- | ---- |
| 137  | 132  | 133  | 153  | 168  | 171  | 151  | 135  | 122  |

| 1962 | 1968 | 1975 | 1982 | 1990 | 1999 | 2006 | 2007 | 2012 |
| ---- | ---- | ---- | ---- | ---- | ---- | ---- | ---- | ---- |
| 113  | 105  | 78   | 88   | 122  | 147  | 193  | 199  | 230  |

| 2017 | 2022 | - | - | - | - | - | - | - |
| ---- | ---- | - | - | - | - | - | - | - |
| 299  | 295  | - | - | - | - | - | - | - |

## Culture locale et patrimoine

### Lieux et monuments
- La maison forte du Fossé, remarquable par sa porterie du XVe siècle, demeure dont la restauration a été saluée par la remise du Prix régional du patrimoine 2002 (prix spécial du jury)[16].

### Personnalités liées à la commune
- Charles-François Dupuis (né le 26 octobre 1742 à Trie-Château {Oise]), Astronome, Membre de l'Institut, Député, Chevalier de la Légion d'Honneur (1806), est décédé à Échevannes, le 30 septembre 1809, où il possédait la ferme fortifiée du Fossé.